# Day of the Fight
Day of the Fight (literalmente, en inglés, «El día del combate») es un cortometraje documental estadounidense de 1951. Es la primera película de Stanley Kubrick, de quien provino toda la financiación. Está basado en una contribución fotográfica que Kubrick aportó a la revista Look en enero de 1949.

## Argumento
Day of the Fight muestra al boxeador de peso medio Walter Cartier, de origen irlandés, en la cumbre de su carrera, el 17 de abril de 1950, día en el que luchó contra el boxeador negro Bobby James. 
La película comienza con una pequeña sección sobre la historia del boxeo y después narra el día de la pelea. Vemos a Cartier desayunando en su apartamento de Greenwich Village, más tarde comiendo en su restaurante favorito y luego, a las cuatro de la tarde, empezando los entrenamientos para el encuentro. Sobre las ocho de la tarde, está esperando en su vestuario de Laurel Gardens a que comience la pelea. Seguidamente vemos la contienda, en la que gana después de un partido corto.

## Reparto
- Douglas Edwards es el narrador.
- Walter Cartier es él mismo.
- Vincent Cartier es él mismo, el hermano gemelo de Walter.
- Nat Fleischer es él mismo, un historiador del boxeo.
- Bobby James es él mismo, el rival de Walter Cartier.
- Stanley Kubrick es él mismo, una cámara a un lado del ring.
- Alexander Singer es él mismo, una cámara a un lado del ring.
- Judy Singer es ella misma, mujer entre la muchedumbre.